# 1897年7月29日日食
1897年7月29日日食为一次在协调世界时1897年7月29日出現的日環食。該次日食食分為0.9899，食甚維持1分5秒。

## 概述
這次日食的食分是0.9899，環食維持1分5秒。

## 基本參數
- 類型：日環食
- 食甚資料：
  - 日期：1897年7月29日
  - 時間：15時56分58秒
  - 地點：15N 59W
  - 食分：0.9899
  - 日環食持續時間：1分5秒

## 外部連結
- NASA日食專頁（页面存档备份，存于）（英文）